# Gilles Racot
 (janvier 2018).
Gilles Racot né le 21 août 1951 aux Pavillons-sous-Bois, est un compositeur français de musique électroacoustique, de musique mixte et de musique instrumentale.

## Biographie
À l'adolescence, il aborde la composition musicale en autodidacte, tout en étudiant les arts plastiques à l'École nationale supérieure des arts appliqués et des métiers d'art (ENSAAMA) à Paris.
Élève de Pierre Schaeffer et Guy Reibel au Conservatoire national supérieur de musique de Paris de 1979 à 1982, il collabore ensuite aux activités de recherche du Groupe de recherches musicales (GRM),, de même qu'aux activités de l'Institut de recherche et coordination acoustique/musique (IRCAM).
Gilles Racot compose des œuvres instrumentales, mixtes et électroacoustiques. Il s'est fait connaître comme un spécialiste en matière d’œuvres mixtes, associant des dispositifs instrumentaux et leurs transformations par ordinateur.
Gilles Racot exploite généralement un matériau originel réduit auquel il fait subir un développement sonore et musical comme dans Anamorphées (1985). Dans ses œuvres électroacoustiques (Epiphonies, 1992 ; Chronomorphoses, 2006) comme dans ses œuvres mixtes (Noctuel, 1987 ; Tissu d’épisodes, 1999), il se nourrit de son expérience de l’écriture instrumentale pour créer la partie électroacoustique. De même, ses pièces instrumentales pures (Aestuor, 1986 ; Ops, 1992) sont très influencées par ses expériences concrètes du sonore et témoignent d’une conscience morphologique et typologique du tissu musical.
Son catalogue d’une quarantaine d’opus est constitué d’œuvres dont la plupart ont été créées et interprétées par l'Orchestre philharmonique de Radio France, les Percussions de Strasbourg, l'Itinéraire, l'Ensemble 2e2m, l'Ensemble intercontemporain, l'Ensemble Forum, l'Orchestre National de la Radio-Télévision roumaine, l'ensemble Proxima Centauri...

## Prix et mentions
- 1970 : Mention au Prix international de composition de L'Académie des arts de Berlin[1]
- 1981 : 1er prix de composition de musique électroacoustique et de recherches musicales du CNSMP
- 1995 : Prix Villa Medicis « hors les murs »
- 1998 : Prix du Concours international de Musique Electroacoustique de Bourges (GMEB) (BNF 39998932)
- 2002 : Subgestuel, ou Hommage à l'œuvre du peintre Zao Wou-Ki, pour six percussionnistes et bande[5] — œuvre sélectionnée pour le « Grand prix lycéen des compositeurs »

## Œuvres

### Compositions
- Concreato pour violon et dispositif électroacoustique, percussions, synthétiseur et  bande (1980).
- Organimal, musique électroacoustique (1982).
- Arboral  pour trombone, percussions, contrebasse, 2 synthétiseurs et bande (1983).
- Jubilud’à pour sextuor vocal muni de percussions, flûte, saxophone, violoncelle et électroacoustique (1984).
- Anamorphées, musique électroacoustique (1985)[6].
- Aestuor pour sept cuivres et deux percussionnistes (1986).
- Exultitudes (version A) pour saxophones traités en temps réel et bande(1986).
- Ave Maris Stella pour soprano, mezzo-soprano, ténor, 2 barytons et basse (1987).
- Noctuel ou Hommage à l’œuvre de Pierre Soulages pour basson et électroacoustique (1987 ; rév. 1994).
- Itée pour saxophone et électroacoustique (1988).
- Immédiances pour trois clarinettes, cinq percussionnistes et système Quatron : dispositif informatique de synthèse en temps réel (1989).
- Instances pour deux pianos (1990).
- Vertumnal pour 12 instrumentistes (1990).
- Canticlus pour trois clarinettes (1991).
- Subgestuel pour six percussionnistes et électroacoustique (1991).
- Epiphonies, musique électroacoustique  (1992).
- Exchorda pour deux guitares (1992).
- Ops pour grand orchestre (1992).
- Alliage pour saxophone baryton, basson et contrebasse (1993).
- Diffluences pour piano et électroacoustique (1994).
- Nach(t)Klang pour deux trompettes, orgue et un percussionniste (1995).
- Vifs instants pour septuor et électroacoustique (1996).
- Tact’ pour piano, percussions et ondes Martenot (1997).
- Phonophonie, musique électroacoustique (1998).
- Exultitudes (version B) pour saxophones soprano et basse et électronique (1998)[7].
- Moments miniatures, musique électroacoustique (1999).
- Tissu d’épisodes pour flûte, saxophone, violoncelle, piano, percussions et électroacoustique (1999).
- Hautes Lices pour orchestre à cordes, 3 percussionnistes et électroacoustique (2001).
- Ipso pour clarinette et électroacoustique (2004)[8].
- Chronomorphoses, suite électroacoustique en 10 mvts pour diffusion octophonique (2005)[9].
- Temps composés pour 11 musiciens et électroacoustique (2005).
- Anapoèmes pour soprano, saxophone, vibraphone et électroacoustique (2006).
- Forges douces pour vibraphone et électroacoustique (2007).
- Griffes pour ensemble instrumental (2007).
- Eosphorées pour ensemble instrumental de 11 musiciens et électroacoustique (2009).
- Cap pour saxophone alto et électroacoustique (2010).
- Formes vives pour orchestre, piano et électroacoustique (2010).
- Matières d'espaces, musique électroacoustique (2011).
- Versus pour flûte, saxophone baryton, piano, vibraphone et électroacoustique (2014).
- Noir Lumière  musique électroacoustique (2019). Hommage pour l'anniversaire des cent ans de Pierre Soulages.

### Écrits
- « Un pont entre des mondes », dans : Gilles Racot Portraits polychromes, INA-GRM/CDMC
- « Manuel d'utilisation de Diphone » Analyse/Synthèse IRCAM[10]
- « Évolution des outils, évolution des idées », dans : Interfaces homme-machine et création musicale. Editions Hermès
- « Pour goûter Fragments gourmands... de Jacques Lejeune », dans : Jacques Lejeune, Portraits polychromes no 9[11].
- « Une mise en œuvre de la musique mixte », dans : Musique et technologie, Regards sur les musiques mixtes[12].

## Discographie
- Exultitudes, Ina C 2000 (OCLC 614952709)
- Nach(t)klang , MDR, Mitteldeutscher Rundfunk 1997 (OCLC 56202486)
- Tact',  CDMC « Répertoires polychromes 1 » - collection MFA/Radio France 1998 (OCLC 81324932)
- Anamorphées, col. « Archives GRM », INA/GRM (OCLC 904443249)
- Anamorphées, Paysaginaire production, PAYSA 9810 1998
- Vifs Instants - Ensemble Archaeus, « Cultures électroniques 11, série » IMEB/UNESCO/CIME (OCLC 80098439)
- Subgestuel, Diffluences, Phonophonies - Les Percussions de Strasbourg ; Håkon Austbø, piano INA/GRM C2013[13] (OCLC 811644530 et 904443508)
- Vifs instants, Temps composés, Eosphorées, Versus, Hautes Lices, Chronomorphoses - Double CD Megadisc classics MDC 7882 - parution en 2018.